# Umbilicus Urbis

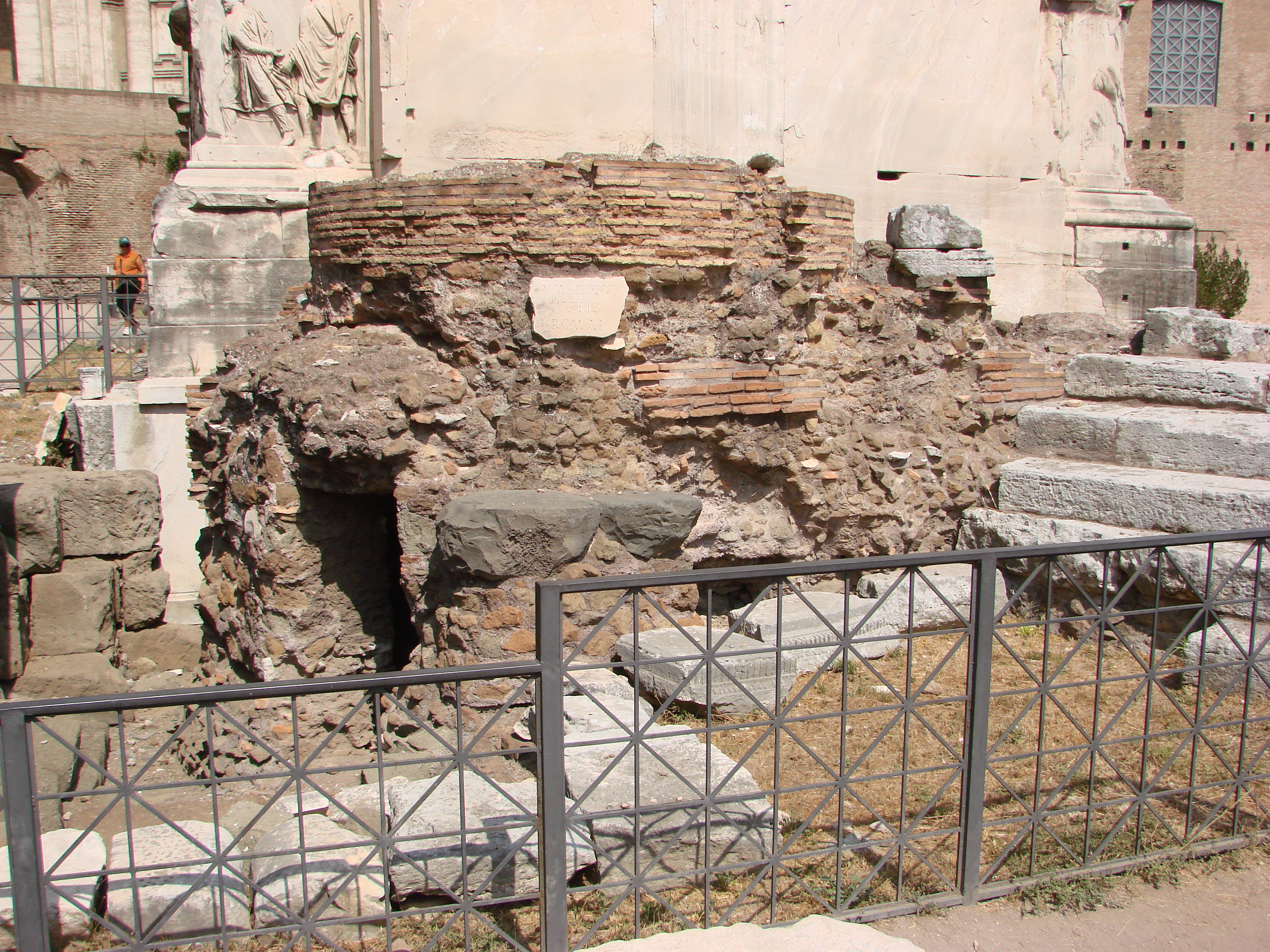
Umbilicus Urbis.

Umbilicus Urbis är ett antikt monument beläget på Forum Romanum i Rom. Namnet är latin för "stadens navel".
Någonstans nedanför Capitolium, sannolikt alldeles nära Septimius Severus-bågen, markerade Umbilicus Urbis symboliskt Roms centrum.